# Washington (staat)
Washington is een van de staten van de Verenigde Staten, gelegen in de Pacific Northwest. De staat wordt gevormd door het overblijvend westelijke deel van het vroegere Washingtonterritorium. Het gebied werd toegelaten tot de Unie als de 42e staat in 1889. Het United States Census Bureau schatte het inwonersaantal in 2025 op 7.958.180. De standaardafkorting voor de "Evergreen State", zoals de bijnaam luidt, is WA. De hoofdstad is Olympia, de grootste stad is Seattle. 
Ongeveer 60 procent van de inwoners van de staat Washington wonen in het metropoolgebied van Seattle waar het centrum ligt van de transportsector, zakenwereld en de industrie in de regio. Het overige deel van de staat beslaat grote regenwouden in het westen, bergketens in het centrum, het noordoosten en het verre zuidoosten, en in het oosten halfwoestijnen die bewerkt worden voor landbouwdoeleinden.
Washington is genoemd naar George Washington, de eerste president van de Verenigde Staten, en is de enige staat die naar een president vernoemd werd. Meestal wordt verwezen naar "Washington State" of meer formeel naar "state of Washington" om het onderscheid te maken met de federale hoofdstad Washington D.C. Voornamelijk inwoners van de staat Washington en van omringende staten gebruiken enkel "Washington". Zij verwijzen op hun beurt naar de hoofdstad met "Washington, DC" of eenvoudigweg met "D.C."

## Geschiedenis
De huidige staat Washington maakte oorspronkelijk deel uit van een veel groter gebied, het Oregonterritorium dat ontstond na het Verdrag van Oregon (1846), de oplossing voor het grensconflict van Oregon met de Britten in noordelijk Amerikaans gebied. In 1853 werd het Washingtonterritorium gevormd door afscheiding van het Oregonterritorium. Na een uitbreiding in 1859 en een gebiedsafscheiding in 1863 ontstond het definitieve grondgebied dat op 11 november 1889 formeel, als 42ste, een staat van de Verenigde Staten werd.

## Geografie
De staat Washington beslaat 184.824 km², waarvan 172.587 km² land. De staat ligt in de Pacific tijdzone.
Washington ligt aan de Grote Oceaan en grenst in het noorden aan Canada, in het oosten aan de staat Idaho en in het zuiden aan Oregon.
Door de staat lopen twee gebergteketens van noord naar zuid: de Pacific Coast Range en de Cascade Range. Het hoogste punt is de top van de vulkaan Mount Rainier (4392 m). In het zuiden bevindt zich Mount Saint Helens, een actieve vulkaan. De baai Puget Sound, waaraan Seattle ligt, komt via onder meer de Straat van Juan de Fuca uit op de Grote Oceaan.
In de rivier Columbia, die in Canada ontspringt en een groot gedeelte van de grens met Oregon definieert, komen twee andere grote rivieren uit, de Spokane en de Snake River. In het noordwesten van Washington, het zogenaamde Olympic Peninsula, bezit Washington een regenwoud.

## Demografie

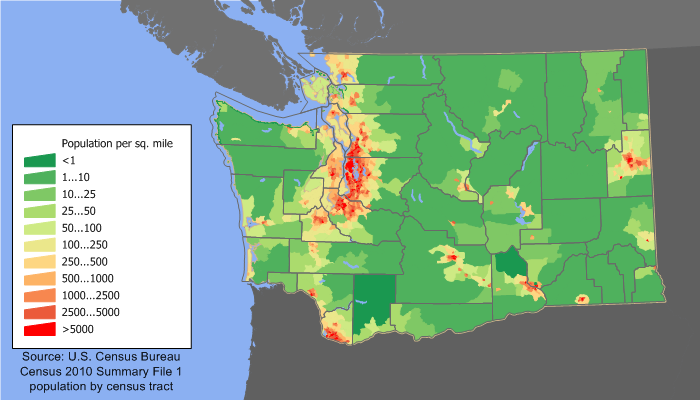
Bevolkingsdichtheid in Washington

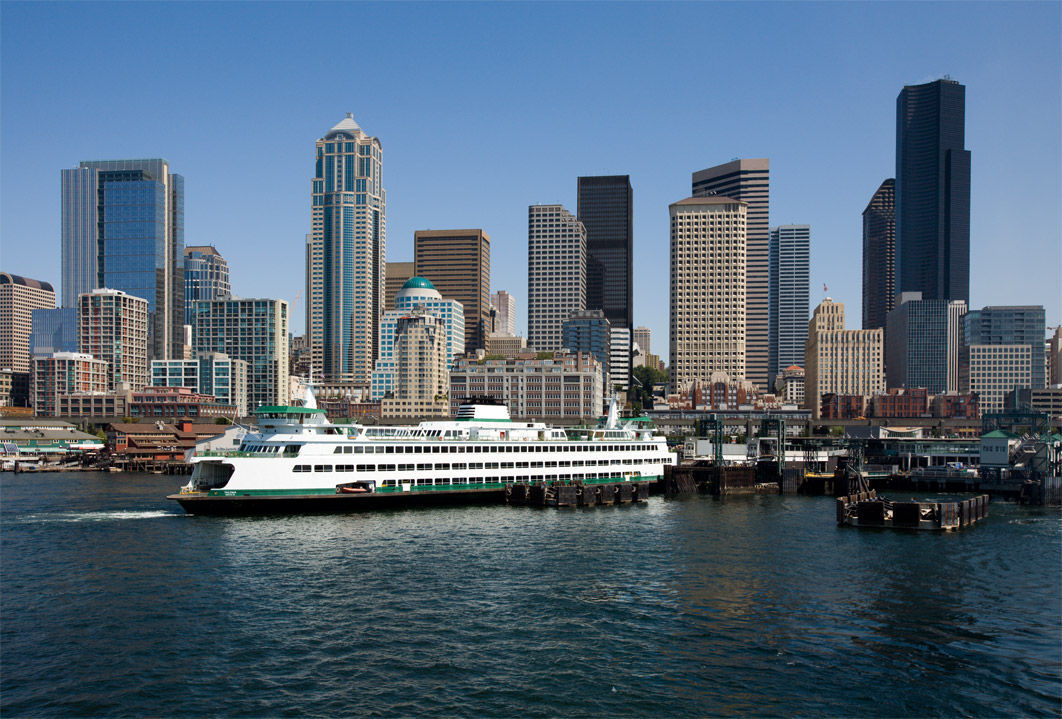
Seattle

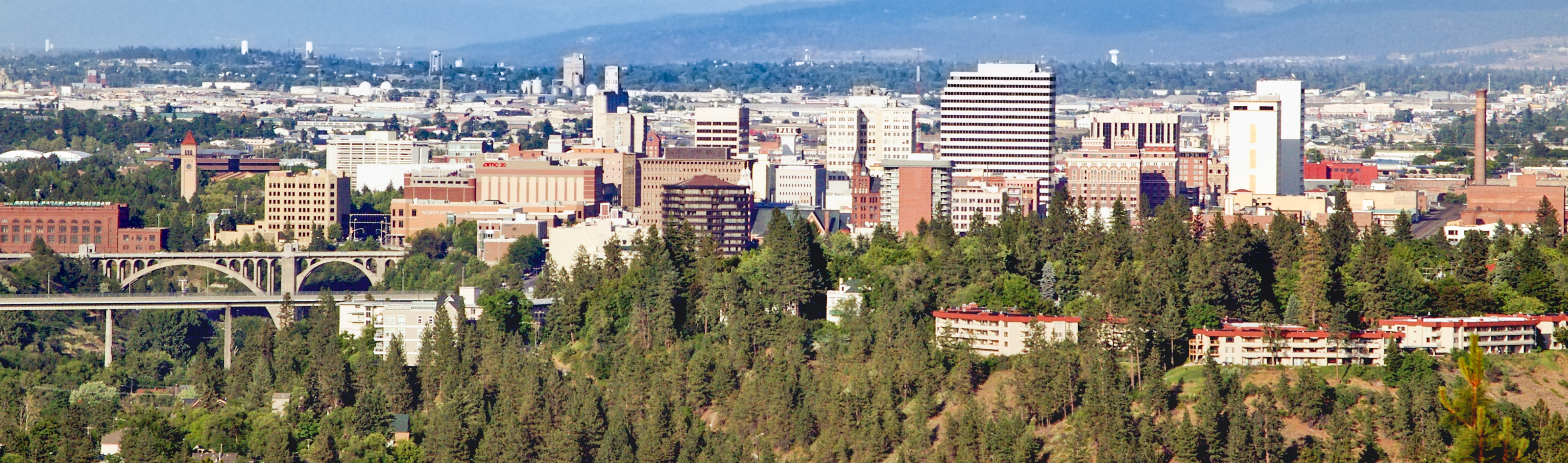
Spokane

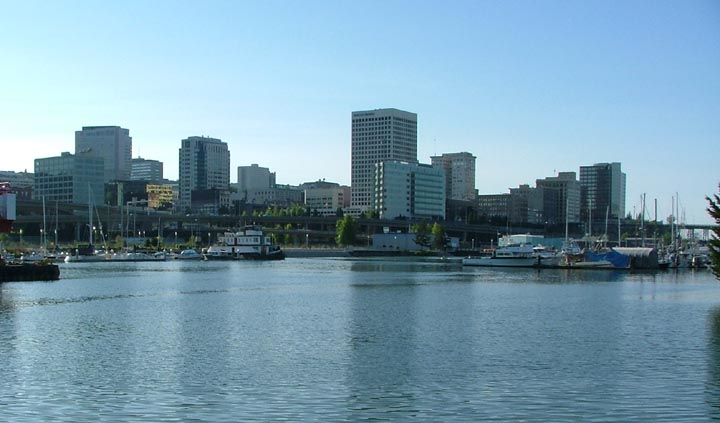
Tacoma

Volgens het U.S. Census Bureau moet het inwoneraantal worden geschat op 6 549 224 in 2008. Dit is een toename van 655 081 (+11,1%) sinds het jaar 2000. Dit cijfer is inclusief de natuurlijke toename met 287 958 (503 819 geboorten verminderd met 281 861 overlijdens) en een toename van een nettomigratie met 287 759 mensen naar de staat. Buitenlandse immigratie leidde tot een netto toename van 157 950 inwoners en binnenlandse migratie bracht een netto toename van 129 809. Washington neemt de eerste plaats in op vlak van aantal inwoners in de Pacific Northwest, gevolgd door Oregon en Idaho.
Het bevolkingsmiddelpunt van Washington in het jaar 2000 lag in een onbevolkt deel van het landelijke oosten van King County, het zuidwesten van North Bend en het noordoosten van Enumclaw.

### Grootste steden
De grootste steden in Washington in 2009 volgens de schattingen van autoriteiten van de staat.
| Rang | Plaats         | Inwoners |
| ---- | -------------- | -------- |
| 1    | Seattle        | 602 000  |
| 2    | Spokane        | 205 500  |
| 3    | Tacoma         | 203 400  |
| 4    | Vancouver      | 164 500  |
| 5    | Bellevue       | 120 600  |
| 6    | Everett        | 103 500  |
| 7    | Spokane Valley | 89 440   |
| 8    | Federal Way    | 88 580   |
| 9    | Kent           | 88 380   |
| 10   | Yakima         | 84 850   |
| 11   | Renton         | 83 650   |
| 12   | Bellingham     | 76 130   |
| 13   | Auburn         | 67 485   |
| 14   | Kennewick      | 67 180   |
| 15   | Lakewood       | 58 840   |

### Etnische samenstelling
De zeven grootste (voorouderlijke) bevolkingsgroepen in Washington zijn: Duits (18,7%), Engels (12%), Iers (11,4%), Noors (6,2%), Mexicaans (5,6%), Afrikaans (4,2%) en Filipijns (3,7%).
Washington heeft de op drie na grootste Aziatisch-Amerikaanse bevolking van alle staten. De Filipijns-Amerikaanse gemeenschap is de grootste subgroep in de staat. Gary Locke werd verkozen als de eerste Aziatisch-Amerikaanse gouverneur (en tot dusver de enige Chinees-Amerikaanse gouverneur van alle staten) op het einde van de twintigste eeuw.
Er wonen veel Mexicaans-Amerikaanse landbouwarbeiders in het centrale zuidoosten van de staat en deze populatie neemt ook toe in het westen van Washington.
Afro-Amerikanen zijn minder talrijk aanwezig dan Aziatisch-Amerikanen of Hispanics (Latijns-Amerikaanse afkomst) in veel gemeenschappen in Washington, maar er zijn wel reeds Afro-Amerikaanse burgemeesters verkozen geweest in Seattle, Spokane en Lakewood. In Seattle gaan veel Afro-Amerikanen wonen in het zuiden van de stad, en eveneens in veel residentiële gebieden als South King County. De zwarte bevolking van Seattle is grotendeels geconcentreerd in Rainier Valley en Central District dat tevens een van de weinige zwarte buurten is in de Pacific Northwest.
Washington kent veel indianenreservaten. Veel inwoners nemen veel van de kunsttradities van noordwestelijke indianen over. Het gaat dan vooral om totempalen, langhuizen, boomstamkano's en afbeeldingen van dieren. Veel steden hebben traditionele indiaanse namen zoals Yakima, Seattle, Spokane, Puyallup en Walla Walla.

### Religie
De grootste religies in Washington zijn:
- protestantisme: 49%
  - mainline-protestantisme: 23%
  - evangelisch protestantisme: 49%
  - anders protestants: 1%
- Geen: 25%
- rooms-katholicisme: 16%
- Kerk van Jezus Christus van de Heiligen der Laatste Dagen (mormoons): 4%
- islam: 1%
- jodendom: 1%
- andere: 3%

## Economie
Het bruto product van de staat bedroeg in 2001 223 miljard dollar. Vooral in het oosten van de staat zijn grote gebieden Indianenreservaten of in gebruik door de Amerikaanse defensie.
Belangrijke bedrijven gevestigd in de staat Washington omvatten:
- Boeing
- Microsoft
- Starbucks
- Costco (gestart in Kirkland)
- UPS (gestart in Washington)
- Amazon (gestart in Bellevue)

## Bestuurlijke indeling
Washington is onderverdeeld in 39 county's.

## Politiek

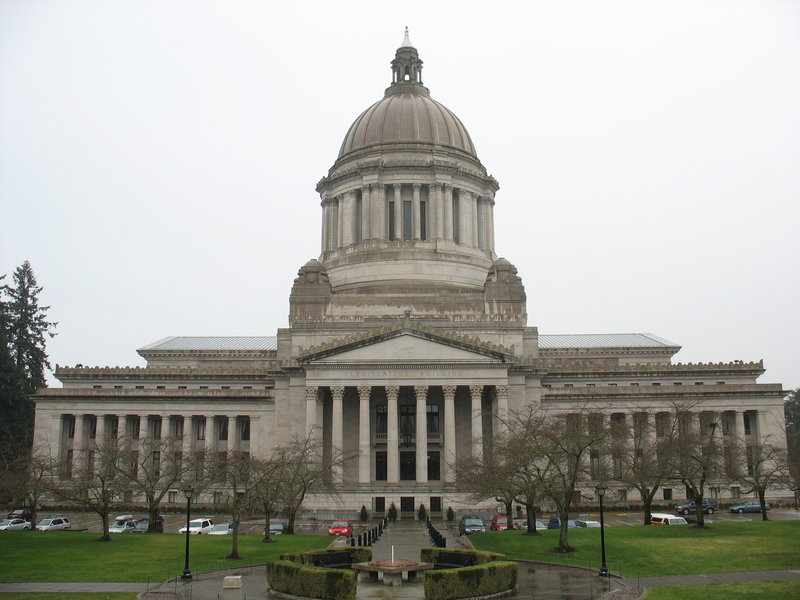
Staatscapitool van Washington in Olympia

Aan het hoofd van de uitvoerende macht van Washington staat een gouverneur, die direct gekozen wordt door de kiesgerechtigden in de staat. De huidige gouverneur is Bob Ferguson van de Democratische Partij. Hij werd verkozen bij de gouverneursverkiezingen van 2024 en trad aan op 15 januari 2025.
De wetgevende macht bestaat uit het Huis van Afgevaardigden van Washington (Washington House of Representatives) met 98 leden en de Senaat van Washington (Washington State Senate) met 49 leden.